# Вінтер (роман)
«Вінтер» — науково-фантастичний роман для молоді американської письменниці Марісси Маєр написаний у 2015 році і опублікований видавництвом Macmillan Publishers через їхню дочірню компанію Feiwel & Friends. Це четверта й остання книга в серії «Хроніки місяця» та продовження роману «Кресс». Історія заснована на казці «Білосніжка». Роман-бестселер за версією USA Today і Wall Street Journal.  

## Сюжет
Через відмову принцеси Вінтер використовувати свій місячний дар, дівчина заразилася місячною хворобою, станом психічного божевілля, який викликає випадкові галюцинації. Незважаючи на шрами на обличчі (королева Левана намагалась спотворити її), принцеса Вінтер відома як своєю надзвичайною красою, так і добротою. ЇЇ стосунки з Леваною дуже напружені і дівчина залишається живою лише завдяки старій обіцянці, даній королевою батькові Вінтер. Принцеса таємно закохана в свого друга дитинства Джасіна Клея, який є королівським гвардійцем. Він піклується про Скарлет і допомагає їй боротися з нападами божевілля. 
До Торна повернувся зір, а принца Кая відправили назад на Землю. Каю вдається переконати Левану одружитися на Місяці, щоб Сіндер могла прибути на Місяць під виглядом когось із гостей. Після приземлення, королева Левана намагається їх схопити і екіпажу ледве вдається втекти, Кресс забезпечує їхню втечу, зламавши систему безпеки. Вінтер бачить Кресс і разом з Джейсіном ховає її. Кресс розповідає, що її двоюрідна сестра Селена насправді жива і тепер носить ім'я Сіндер.
Коли Вінтер відмовляється вийти заміж за тауматурга королеви Емері, Левана наказує Джейсіну вбити Вінтер. Він інсценує смерть дівчини. Кресс через Джасіна пропонує Скарлет і Вінтер піти до сектора RM9, в якому живе родина Вовка. 
Сіндер, Торн, Іко та Вовк знаходять притулок у Махи, матері Вовка. До них приєднуються Вінтер і Скарлет. Сіндер транслює відео, в якому прогошує себе принцесою Селеною та просить людей стати її армією. Левана знаходить її і посилає своїх охоронців і тауматургів до RM9. Під час протистояння Сіндер здається, Вовка вдається схопити, а Маху вбиває Еймері. Вінтер та Іко рятуються завдяки охоронцю Кінні, який вирішує захистити Вінтер, коли дізнається, що вона жива. Повернувшись до палацу він попереджає Джейсіна, що тауматург Емері проводить дослідження щодо Вінтер і скоро викриє правду. Джейсін і Кресс тікають із палацу. 

Скарлет і Вінтер входять у підземні тунелі, щоб знайти солдатів-гібридів вовків і переконати їх приєднатися до повстання Сіндер, капітан Торн і Іко ідуть до палацу, щоб звільнити Сіндер та Вовка.
Кай одружується з Леваною. На весільній вечері відбувається суд над Перлиною,  Адрі та Сіндер. Сіндер повідомляє всім присутнім, що вона принцеса Селена і пірнає з вежі в озеро. Її системи пошкоджені, і вона мало не тоне, але її рятують Торн і Джейсін. Левана, намагаючись придушити повстання оголошує Сіндер мертвою. 
Левана прикинувшись літньою жінкою, приходить до Вінтер і пригощає її карамельним яблуком, який містить мутований штам летумозу. Скарлет та багато солдатів і цивільних також заражаються. Вінтер поміщають у резервуар для індукованої коми, скляну шафу, яка сповільнить прогресування хвороби. Вовку проводять ще одну мутацію.
Під час коронації Левани Сіндер, Джейсін та Іко проникають у лабораторії і викрадають ліки від летумозу. Вони встигають врятувати Вінтер і Скарлет.
Сіндер починає революцію. Кресс відкриває ворота, і натовп уривається до палацу. Левана втрачає контроль після того, як Сіндер почала трансляцію відео зі справжнім обличчям королеви, яке вкрите шрамами (в дитинстві мати Сіндер Чаннері підпалила її). Сіндер знаходить Левану в тронній залі разом з Торном. Левана вимагає від Сіндер відмовитися від усіх претензій на трон в обмін на життя Торна. Перебуваючи під контролем Левани, Торн ранить Кресс і Сіндер. Вовк встигає зупинити Торна. Левана ранить Сіндер в серце, Сіндер стріляє в неї. Левана гине, а Сіндер виживає завдяки тому, що її серце наполовину штучне.
Сіндер стає королевою Місяця і укладає мирну угоду з Землею. Торн, з якого на прохання Сіндер зняли всі звинувачення в злочинах, пропонує Кресс разом розповсюдити ліки від летумозу. Скарлет і Вовк приєднуються до них, вирішивши після цього повернутись до Франції. Вінтер вирішує першою протестувати на собі пристрій Гарена, який має захистити її від місячного дару і стати послом Місяця на Землі.
Сіндер розповідає Каю про рішення зробити Місяць республікою, щоб більше ніколи не було такого правителя, як Левана. Кай віддає їй стару маленьку ногу кіборга і вона викидає її в озеро.

## Створення
Маєр знадобилось два роки, щоб закінчити «Вінтер» і часом вона думала, що «ніколи не закінчить» і що «застрягне в цій книзі на все життя». Частково це було пов’язано з тим, що Маєр відклала книгу для роботи над романом «Найпрекрасніша», який присвящений королеві Левані. 
Спочатку Маєр планувала описувати зовнішність Вінтер як типовий образ Білосніжки, але вирішила зробити її чорношкірою після того, як побачила фотографію «гарної темношкірої моделі, яка кусає червоне яблуко» і подумала: «Це вона! Це моя принцеса! " 

## Рецензія
Роман Вінтер був позитивно прийнятий критиками, отримав позитивні відгуки від School Library Journal і Publishers Weekly .    Booklist написали про Вінтер схвальний відгук за те, що в ньому «достатньо завуальованих посилань на оригінальні історії, щоб стимулювати інтелектуальні та емоційні зв’язки». 